# Quesería

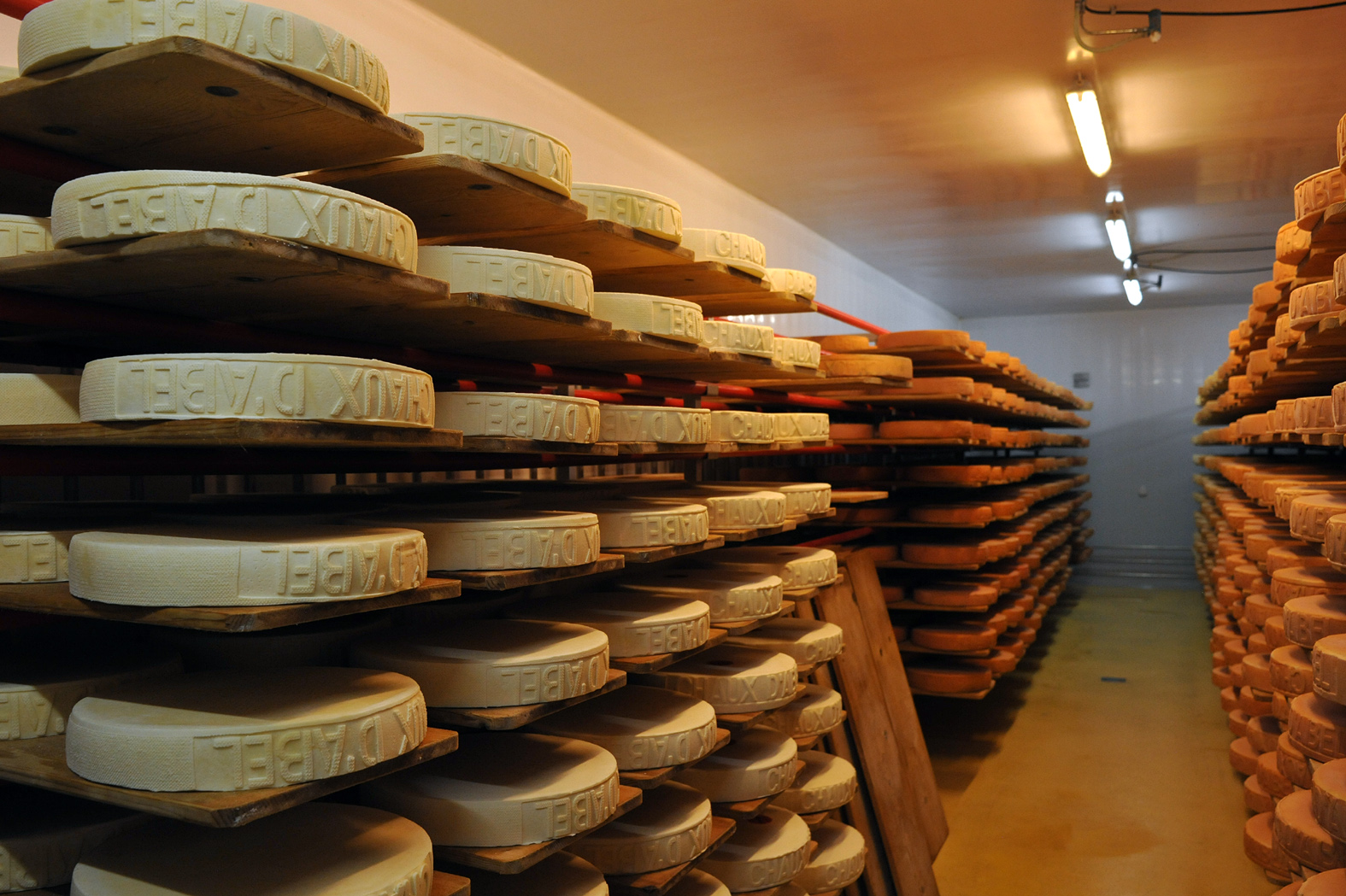
Quesería de Chaux d'Abel

Se llama quesería al establecimiento en que se fabrica el queso.
En los países donde se crían muchas vacas, cabras u ovejas con el objeto de fabricar quesos y expenderlos luego para que circulen por el comercio, muchos propietarios tienen su propio quesero y quesería.
Toda quesería debe tener cuando menos cuatro piezas, que son:
- la lechera para medir y depositar la leche.
- el obrador o pieza para los trabajos. En uno de los ángulos tendrá un hornillo económico con su chimenea y una caldera para calentar la leche por el intermedio del agua, de que se llenará esta caldera echando la leche en otra más pequeña que se meterá en esta.
- el saladero para salar los quesos, aunque algunos lo practican en el obrador, pero es mejor tener una pieza a propósito. Habrá en ella basales o especies de andenes para colocar los quesos, con el suelo duro, unido e impermeable y un poco inclinado para que resbale el agua con que se lavan.
- el almacén, donde los quesos queden depositados hasta estar en disposición de circular para el consumo.

Todas estas dependencias no deben estar calientes en el verano ni frías en el invierno. La lechera y el almacén estarán al norte y la última dependencia a cubierto de la luz, del aíre frío y húmedo, de las moscas y demás insectos.

## Utensilios

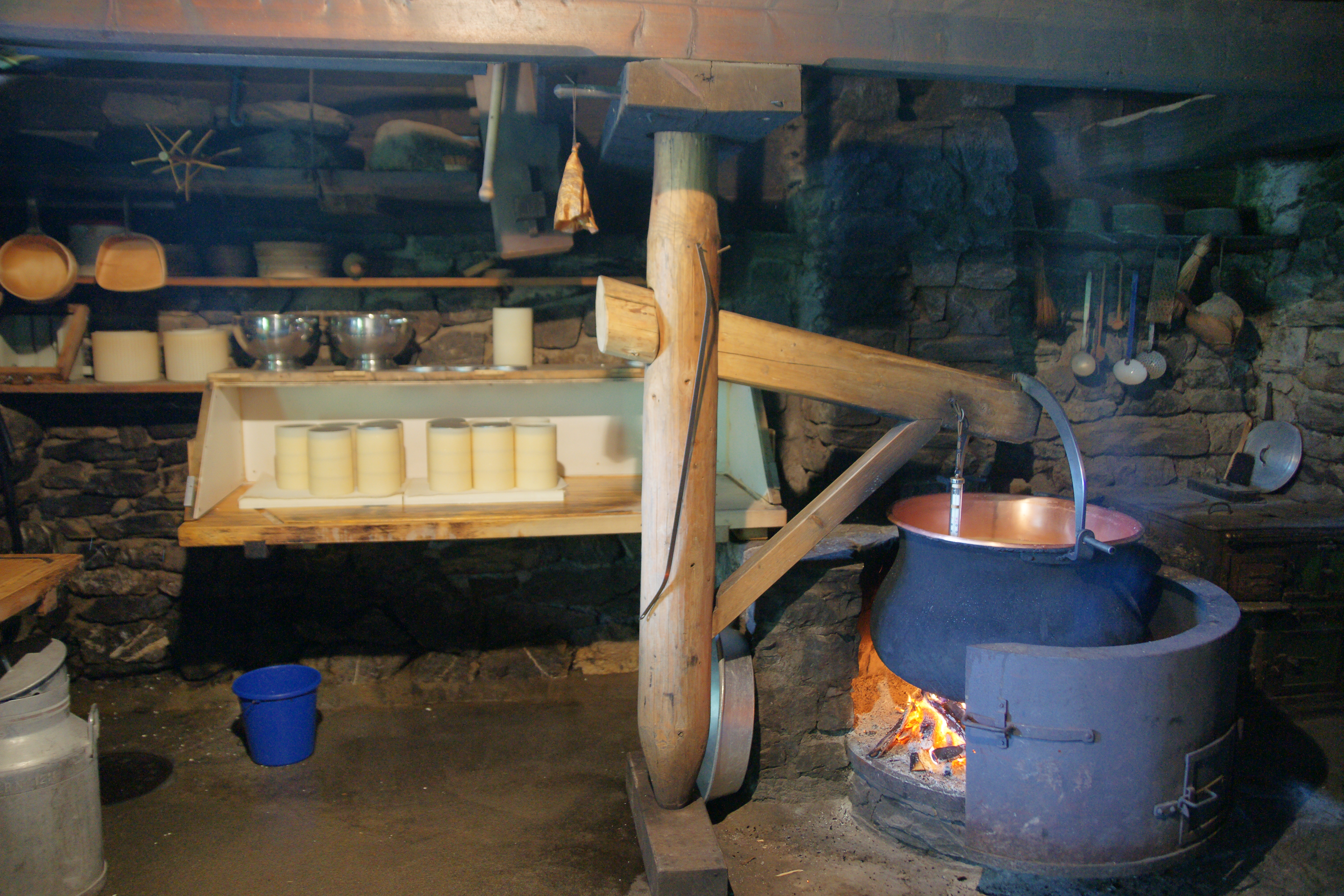
Reproducción de una quesería tradicional

En la lechera debe haber también utensilios o instrumentos, según que la leche se cuaje al fuego o en frío, pues en el primer caso se necesitan más y mayor número de operaciones que en el segundo. Los principales son:
- encellas, queseras y otras vasijas de diferentes tamaños para cuajar la leche y romper el cuajo;
- el cuchillo, especie de espátula o espada de madera muy delgada para romper o cortar el cuajo;
- paños, lienzos o telas más o menos finas y de tamaños diferentes, para envolver los quesos que se van a prensar;
- moldes, que varían según la figura y dimensiones que se acostumbra a dar a los quesos;
- el molino para "des-nacer" la cuajada, empleado solo en determinadas localidades, el cual consiste en un cilindro con dientes de madera, movido por un manubrio que deshace la cuajada que le envía una tolva;

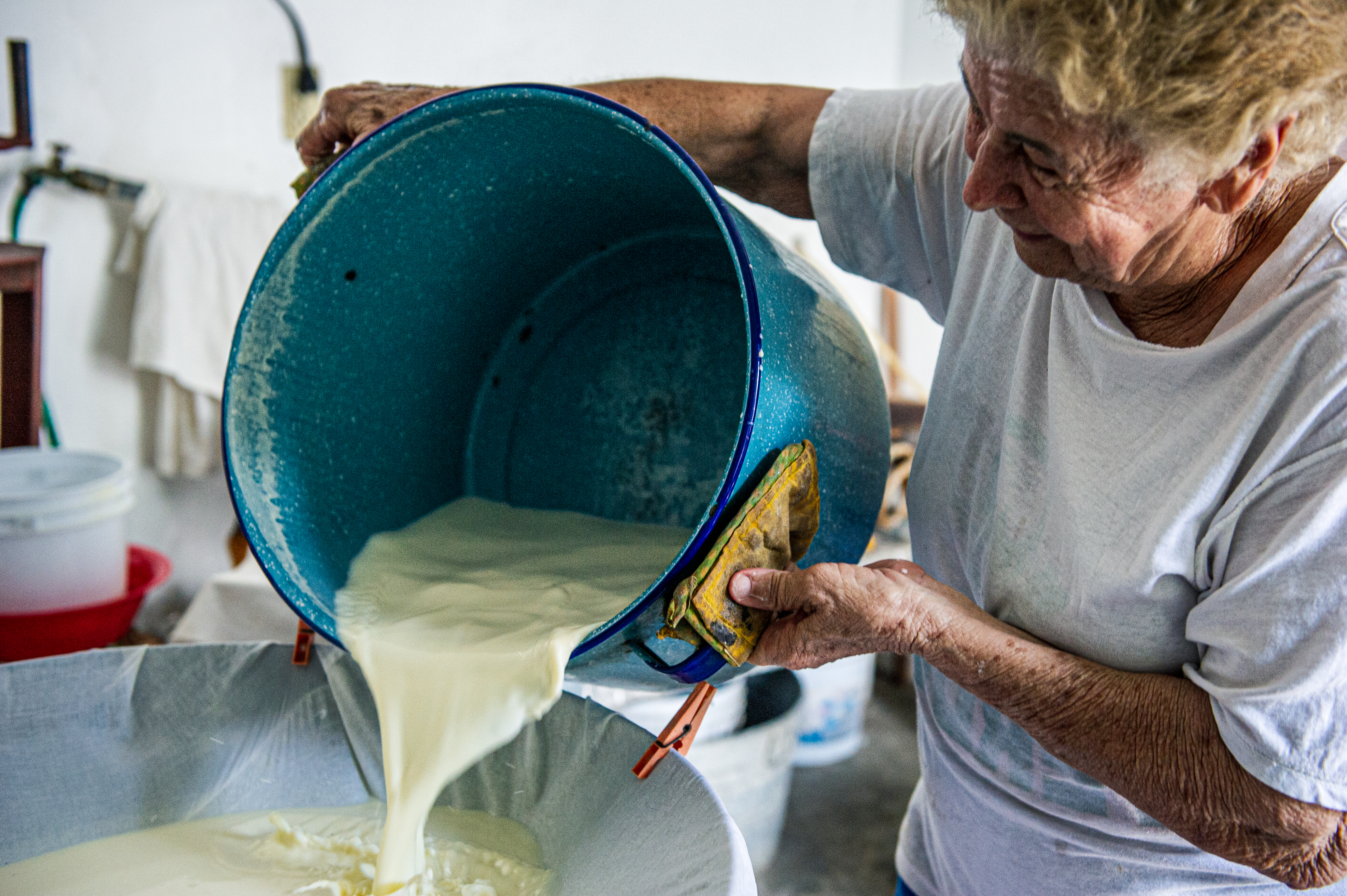
Quesera de Nuevo León

- Quesera de Nuevo León la mesa para amasar el queso y ponerle en el molde; además de tener una canal por todo su alrededor y estar un poco inclinada hacia su ángulo, tendrá esta un agujero, por el que saldrá el suero;
- la prensa, que debe ejercer una presión igual sobre toda la superficie del queso;
- el secador, verdadero estante movible sobre sus ejes, el cual economiza mucho tiempo y acelera la madurez de los quesos. Se compone de doce tablas, colocadas sobre dos barras fuertes, suspendidas en un bastidor; dos aldabas sostienen al estante en posición vertical;
- molinillos para romper y dividir la cuajada. Termómetros para determinar la temperatura'de la leche y el grado de calor necesario para cocer el cuajo;
- un peso, romana o balanza para pesar los quesos;
- un lactómetro para conocer la calidad de la leche, si se la ha desnatado o si se la ha mezclado agua.